# Mateu Csák

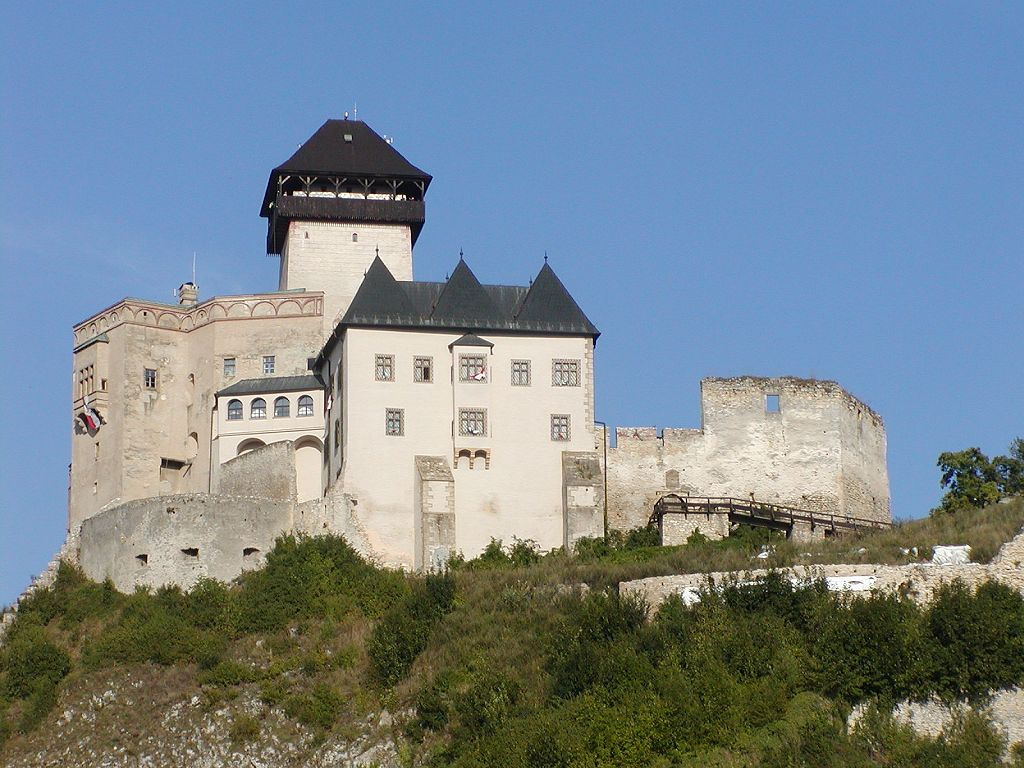
Castell de Trenčín de Mateo Csák, situat a la regió de Trenčín.

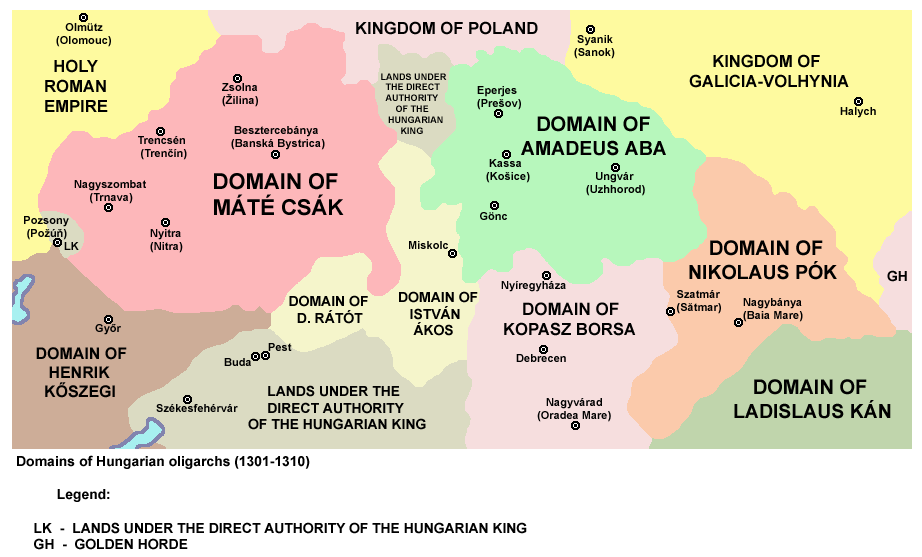
Dominis de Mateo Csák.

Mateu Csák (aprox. 1260/1265 - Trenčín, 18 de març de 1321), (en hongarès: Csák (III) Máté, en eslovac: Matúš Čák III), també Mateo Csák de Trencsén, (en hongarès: trencséni Csák (III) Máté, eslovac: Matúš Čák III Trenčiansky) va ser un oligarca hongarès del Regne d'Hongria, que va governar independentment els comtats del nord-oest del regne -avui aproximadament la meitat occidental de l'actual Eslovàquia i parts del nord d'Hongria-. Va ocupar els càrrecs de Mariscal (főlovászmester) (1293-1296), Nádor d'Hongria (1296-1297, 1301-1310) i Senyor de la Tresoreria (tárnokmester) (1310-1311). Va poder mantenir el seu domini sobre els seus territoris fins i tot després de la seva derrota en la batalla de Rozgony contra el rei Carles I d'Hongria. Al segle xix, va ser descrit freqüentment com un símbol de la lluita per la independència tant en la literatura hongaresa com en l'eslovaca.

## Biografia

### Primers anys
Va ser fill del Nádor d'Hongria Pere Csák, un membre de la família hongaresa Csák. Al voltant de 1283, Mateu i el seu germà, Csáh nembeli Csák van heretar les possessions del seu pare en Komárom (eslovac: Komárno) i Szenic (eslovac: Senica). Per aquesta època també va heretar les possessions dels seus oncles al voltant de Nagytapolcsány (eslovac: Veuľké Talpľčany, actual Talpľčany), Hrussó (eslovac: Hrušovo) i Tata a Hongria. El seu pare havia començat a expandir la seva influència sobre els territoris que envoltaven les seves possessions, però després de la seva mort, els membres de la família rival de Kőszegi es van enfortir als comtats de Pozsony i Sopron.

### Extensió de la seva influència
A l'estiu de 1291, Mateu Csák va prendre part en la campanya militar del rei Andreu III d'Hongria contra el duc austríac Albert I d'Alemanya, en la qual els exèrcits hongaresos van arribar fins a Viena. Després de la batalla, el rei hongarès li va atorgar el títol de cavaller (agasonium regalium magister), nomenant-ho governador de Bratislava. El 1292 les tropes dels nobles Kőszegi van prendre la ciutat de Bratislava, la qual va ser reocupada per Mateu malgrat la negativa d'Andreu III.
Mateu Csák va aconseguir per la força el 1293 el control de la província de Trenčín juntament amb diversos llogarets del sud-est. Igualment el 1296 va comprar el castell de Červený Kameň i en aquest mateix any va obtenir el títol de jutge dels cumans i Nádor d'Hongria. El 1297 va envair i va devastar els territoris a Nitra de l'Abadia de Pannonhalma.
Després d'aquests esdeveniments i altres fets violents, el rei hongarès el va privar dels títols atorgats. No obstant això, Mateu va continuar utilitzant-los malgrat les ordres del monarca. Andreu III es va apressar a donar suport als nobles fills de András de Hont-Pázmány perquè detinguessin a Mateu, però el noble se'ls va avançar i va prendre les seves fortaleses i els va donar mort.
A continuació Mateu va seguir ocupant fortaleses de nobles hongaresos i les va annexar als seus territoris, entre elles es trobaven les de Csejte, Rajec, Pöstyén, Bajmóc, Váracska. Per 1302 ja havia eliminat a les últimes branques dels Hont-Pázmány i s'havia fet amb els seus castells, obtenint una influència en el regne com mai un altre noble l'havia aconseguit abans.

### Nous reis hongaresos

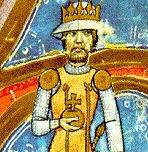
Carles Robero d'Hongria.

El 14 de gener de 1301, després de la mort d'Andreu III sense hereus van aparèixer immediatament diversos pretendents al tron. Entre ells es trobava Otó III de Wittelsbach i Carles Robert d'Anjou Sicília, així com el jove Wenceslau III de Bohèmia. Aquesta situació d'incertesa va servir excel·lentment a Mateu perquè ell, com la figura de major poder en el regne hongarès, pogués establir un rei feble a qui pogués manipular. El 27 d'agost de 1301 va prendre part personalment en la coronació del molt jove Venceslau III a Székesfehérvár, qui li convenia com a nou rei en reemplaçament del mort Andreu III. Va suposar Mateu que podria manipular-ho al seu antull i continuar estenent el seu poder en el regne. A canvi del seu suport, el nou rei li va atorgar els territoris de Nitra al nord d'Hongria. No obstant això, aviat Mateu es va alçar contra el rei Wenceslao, ja que en realitat el noble hongarès no recolzava totalment a cap dels pretendents al tron hongarès.
El 1305 va morir el pare del jove Wenceslao, deixant-ho desemparat i a la mercè dels nobles hongaresos, davant això el rei va renunciar al tron hongarès i es va retirar a la seva llar de Bohèmia, on va regnar fins a la seva mort. Immediatament les tropes de Mateu Csák van envair el palau buit de Visegrad amb aprovació del pretendent Carles Robert d'Anjou-Sicília. El 1306 els seus exèrcits van prendre la província de Zólyom, i Visegrad es va convertir definitivament en la residència permanent del oligarca hongarès.
Entre 1300 i 1308 van caure en mans de Mateu prop de 20 noves fortaleses amb els seus territoris circumdants. Si bé semblava recolzar aparentment al pretendent Carles Robert i el 1310 l'arquebisbe Gentilis enviat pel papa des d'Avinyó li va fer jurar que li reconeixia com a suprem Senyor d'Hongria, Mateu realitzava sovint atacs i robatoris en la ciutadella de Buda des de Visegrad on tenia la seva residència.

### Carles Robert, rei d'Hongria

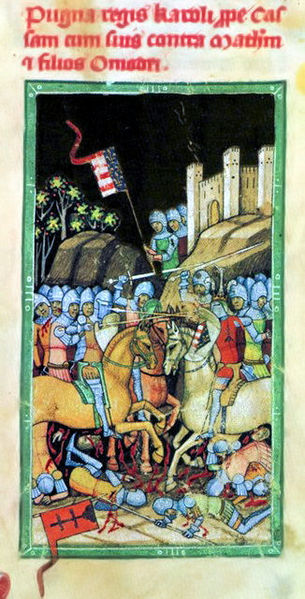
Batalla de Rozgony el 1312, en la qual es va afeblir el poder de Mateu Csák en ser derrotat pel rei Carles Robert.

Amb això Mateu desitjava que el jove rei hongarès abandonés la ciutat i que mudés la Seu real a un altre lloc, la qual cosa va aconseguir després d'un feroç atac el 25 de juny de 1311, a conseqüència del qual el rei i el seu consort van fugir a la ciutat de Timișoara. En aquest moment es trobava en la seva cúspide el poder del oligarca hongarès, qui va ser excomunicat el 6 de juliol de 1311 per l'enviat papal Gentilis. Segons això, tots els serfs de Mateu quedaven lliures de la seva situació de vassallatge i havien d'abandonar al seu amo, i igualment els bisbes i arquebisbes que estaven sota el seu control havien d'abandonar-ho. En cas de no fer-ho, tots ells sofririen la mateixa destinació sent excomunicats.
Davant això, Mateu Csák va assetjar i va prendre les fortaleses de l'arquebisbe de Esztergom el 1312, i la de l'arquebisbe de Nitra el 1317, les quals van ser saquejades i destruïdes. El 1312 es va lliurar la batalla de Rozgony, en la qual Mateu Csák va ser derrotat per l'exèrcit del rei Carles Robert d'Hongria. Si bé aquesta batalla va afeblir enormement al oligarca, Carles Robert no va aconseguir vèncer-ho totalment fins que li va donar mort.
El 1315 va ser represa finalment la ciutat de Visegrad pel noble Tomás Szécsényi, després de la qual cosa el rei va poder tornar a la fortalesa. No obstant això, en el període entre el 1312 i el 1321 el rei només va aconseguir recuperar set fortaleses que estaven en possessió de Mateu.El 1321 va morir Mateu Csák, esfondrant-se el seu «imperi» de territoris hongaresos, amb el que finalment es va restablir gairebé íntegrament el poder del monarca.